# Anno Domini
Az Anno Domini a Tormentor nevű black metal zenekar első és legsikeresebb lemeze, és máig megalapozza ismertségüket. A széles körben elterjedt tévhittel ellentétben nem demó, hanem nagylemez.
1987-ben, hihetetlennek tűnő módon, az akkori egyetlen, állami kiadótól a Tormentor ajánlatot kapott egy nagylemez megjelentetésére. 1988 novemberében kezdődött a stúdiómunka, a felvételek két hét alatt készültek el, és a keverés után készen is volt a lemez. A kiadóval viszont gondok adódtak, és végül kiderült, hogy a lemez mégsem jelenhet meg.
A felvételekből csak néhány kazetta maradt, és szerencsére a mesterszalagról is készült másolat egy videókazettára, ez utóbbinak viszont nyoma veszett, és a megmaradt kazettákról lemásoltak néhányat közeli barátoknak. Ezek elkezdtek terjedni, külföldre is eljutottak, és hatást gyakoroltak a stílus olyan nagyjaira is, mint a Mayhem vagy a Darkthrone.
2015-ben az Anno Domini felkerült a legnagyobb hatású magyar metal-albumok listájára.

## Kiadások
Az 1989-re tervezett eredeti kiadás tehát meghiúsult. Később, a Mayhem gitárosa, Euronymous felajánlotta, hogy megjelenteti az Anno Domini-t a saját kiadóján (Deathlike Silence Productions, röviden DSP) keresztül, ami végül 1993-as halála (pontosabban Varg Vikernes általi meggyilkolása) miatt nem valósult meg.
Végül, az Anno Domini 1995-ben jelenhetett meg először, Samothnak, az Emperor gitárosának köszönhetően, akinek szintén volt/van egy kiadója, a Nocturnal Art Productions. Ezt viszont még csak egy másolt kazettáról sikerült tető alá hozni. Nagyjából tíz évvel később viszont az említett videókazetta is előkerült, és így végre az eredeti minőségben is kiadásra kerülhetett a lemez, 2008-ban, az énekes, Csihar Attila saját kiadója, a Saturnus Productions által.

## Számlista
| 1.    | Intro             | 00:57 |
| 2.    | Tormentor I       | 02:52 |
| 3.    | Heaven            | 03:01 |
| 4.    | Elisabeth Bathory | 05:14 |
| 5.    | Damned Grave      | 03:44 |
| 6.    | In Gate of Hell   | 03:27 |
| 7.    | Transylvania      | 01:41 |
| 8.    | Tormentor II      | 03:55 |
| 9.    | Trance            | 02:20 |
| 10.   | Beyond            | 04:02 |
| 11.   | Apocalypse        | 03:16 |
| 12.   | Lyssa             | 01:56 |
| 13.   | Anno Domini       | 01:50 |
| 38:15 |                   |       |

## Közreműködők
- Machát "Belzebub" Zsolt – dobok
- Csihar "Mayhem" Attila – ének
- Szigeti "Animal" Attila – gitár, billentyűs hangszerek
- Farkas "Carrion" György – basszusgitár

## Külső hivatkozások
- A Tormentor hivatalos honlapja Archiválva 2021. szeptember 30-i dátummal a Wayback Machine-ben
- A Tormentor FaceBook profilja